# Dragoševac
Dragoševac (Servisch cyrillisch Драгошевац) is een plaats in de Servische gemeente Jagodina. De plaats telt 501 inwoners (2002).